# Premijer Liga 2025-2026
La Nogometna Premijer liga Bosne i Hercegovine 2025-2026 (abbreviata in Premijer liga BiH 2054-2026), conosciuta anche come WWin League 2025-2026 per ragioni di sponsorizzazione, è la 26ª edizione del campionato della Bosnia Erzegovina (la 24ª che copre l'intero territorio nazionale), iniziata il 26 luglio 2025 e che terminerà il 31 maggio 2026. 
Si tratta della prima stagione con 10 squadre partecipante, in virtù di una riduzione del numero di squadre rispetto alle 12 delle stagioni precedenti. La squadra campione in carica è lo Zrinjski Mostar, al suo nono successo nella competizione.

## Stagione

### Novità
Dalla stagione precedente sono stati retrocessi Igman Konjic, GOŠK Gabela e Sloboda Tuzla, ultimi tre classificati del campionato. Al loro posto, in virtù della riduzione da 12 a 10 squadre partecipanti, c'è stata una sola promozione: inizialmente avrebbe dovuto essere promosso lo Stupčanica Olovo, ma dopo non aver ottenuto la licenza per iscriversi al campionato la promozione è stata assegnata al Rudar Prijedor, secondo classificato in Prva Liga.

### Formula
Le 10 squadre partecipanti giocano un girone all'italiana di andata, ritorno e nuovamente andata e ritorno, per un totale di 36 giornate. Al termine della competizione, la squadra prima classificata è campione di Bosnia ed Erzegovina e si qualifica per la UEFA Champions League 2026-2027, mentre seconda e terza classificata si qualificano per la UEFA Conference League 2026-2027, insieme alla vincitrice della coppa nazionale. Le ultime due classificate sono invece retrocesse in  Prva liga FBiH e Prva liga RS (a seconda della locazione).

## Squadre partecipanti
| Squadra          | Città         | Stadio                          | Stagione precedente |
| ---------------- | ------------- | ------------------------------- | ------------------- |
| Borac Banja Luka | Banja Luka    | Stadio municipale di Banja Luka | 2° in Premijer Liga |
| Posušje          | Posušje       | Stadion Mokri Dolac             | 9° in Premijer Liga |
| Radnik Bijeljina | Bijeljina     | Bijeljina City Stadium          | 8° in Premijer Liga |
| Rudar Prijedor   | Prijedor      | Stadio Gradski                  | Prva Liga           |
| Sarajevo         | Sarajevo      | Stadio Asim Ferhatović Hase     | 3° in Premijer Liga |
| Široki Brijeg    | Široki Brijeg | Pecara                          | 5° in Premijer Liga |
| Sloga Doboj      | Doboj         | Luke Stadium                    | 6° in Premijer Liga |
| Velež Mostar     | Mostar        | Stadio Rođeni                   | 7° in Premijer Liga |
| Željezničar      | Sarajevo      | Stadion Grbavica                | 4° in Premijer Liga |
| Zrinjski Mostar  | Mostar        | Stadio pod Bijelim Brijegom     | Campione di Bosnia  |

## Classifica
|                                 | Pos. | Squadra          | Pt | G | V | N | P | GF | GS | DR |
| ------------------------------- | ---- | ---------------- | -- | - | - | - | - | -- | -- | -- |
| Bosnia ed Erzegovina (bandiera) | 1.   | Borac Banja Luka | 0  | 0 | 0 | 0 | 0 | 0  | 0  | 0  |
|                                 | 2.   | Posušje          | 0  | 0 | 0 | 0 | 0 | 0  | 0  | 0  |
|                                 | 3.   | Radnik Bijeljina | 0  | 0 | 0 | 0 | 0 | 0  | 0  | 0  |
|                                 | 4.   | Rudar Prijedor   | 0  | 0 | 0 | 0 | 0 | 0  | 0  | 0  |
|                                 | 5.   | Sarajevo         | 0  | 0 | 0 | 0 | 0 | 0  | 0  | 0  |
|                                 | 6.   | Široki Brijeg    | 0  | 0 | 0 | 0 | 0 | 0  | 0  | 0  |
|                                 | 7.   | Sloga Doboj      | 0  | 0 | 0 | 0 | 0 | 0  | 0  | 0  |
|                                 | 8.   | Velež Mostar     | 0  | 0 | 0 | 0 | 0 | 0  | 0  | 0  |
|                                 | 9.   | Željezničar      | 0  | 0 | 0 | 0 | 0 | 0  | 0  | 0  |
|                                 | 10.  | Zrinjski Mostar  | 0  | 0 | 0 | 0 | 0 | 0  | 0  | 0  |

Legenda:
      Campione di Bosnia ed Erzegovina e ammessa alla UEFA Champions League 2026-2027
      Ammessa alla UEFA Conference League 2026-2027
      Retrocessa in Prva liga FBH 2026-2027 o Prva liga RS 2026-2027
Regolamento:
Tre punti a vittoria, uno a pareggio, zero a sconfitta.
In caso di arrivo di due o più squadre a pari punti, la graduatoria verrà stilata secondo la classifica avulsa tra le squadre interessate.